# Bermeries Communal Cemetery
Bermeries Communal Cemetery is een Britse militaire begraafplaats gelegen in de Franse plaats Bermeries (Noorderdepartement). De begraafplaats wordt onderhouden door de Commonwealth War Graves Commission.
De begraafplaats telt 19 geïdentificeerde Gemenebest graven uit de Eerste Wereldoorlog.